# 劍鯔
劍鯔為輻鰭魚綱鯔形目鯔科的其中一種，分布於亞洲緬甸伊洛瓦底江及Sittang河流域，體長可達12公分，棲息在溪流，可做為食用魚。

## 擴展閱讀
維基物種上的相關：劍鯔